# 羽島市代替バス
羽島市代替バスは、かつて岐阜県羽島市が岐阜羽島バス・タクシーに委託して運行していたコミュニティバス。2001年（平成13年）10月1日に廃止された名鉄竹鼻線の一部（江吉良駅 - 大須駅間）の代替バスであった。愛称は「円空さん」。
2007年（平成19年）10月1日より、路線の統合が行なわれ、羽島市コミュニティバス南部線（円空さん）に変更された。

## ルート
名鉄竹鼻線の廃止部分（江吉良駅・大須駅間）に、ほぼ準じたルートであるが、江吉良は経由しない。以前は八神や大須から羽島市役所前駅までの快速便が平日の朝に運転されていたが、廃止されている。
- ルート1
  - 大須 - 羽島市役所前駅
- ルート2
  - 大須 - 羽島温泉 - 羽島市役所前駅（日中の上りの一部）

## 運賃
100円均一。定期や回数券はない。

## 歴史
- 2001年（平成13年）10月1日：名鉄竹鼻線の一部（江吉良駅 - 大須駅間）が廃止。同日より羽島市代替バス、大須 - 羽島市役所前駅間が運行開始。
- 2004年（平成16年）10月1日：「円空さん」の愛称を設定。路線の見直しが行なわれ、快速便の廃止と、日中の一部が羽島温泉経由となる。
- 2007年（平成19年）10月1日より、路線の統合が行なわれ、羽島市コミュニティバス南部線（円空さん）に変更。

## その他
鉄道の代替路線であり、本数は多く設定されている（1日30往復以上）。
羽島市役所前駅で名鉄竹鼻線と接続するために、名鉄竹鼻線のダイヤ改正にあわせて時刻変更される。